# 196 Philomela
196 Philomela је астероид главног астероидног појаса. Приближан пречник астероида је 136,39 km,
а средња удаљеност астероида од Сунца износи 3,113 астрономских јединица (АЈ).
Инклинација (нагиб) орбите у односу на раван еклиптике је 7,259 степени, а орбитални период износи 2007,120 дана (5,495 година). Ексцентрицитет орбите астероида износи 0,021.
Апсолутна магнитуда астероида износи 6,54 а геометријски албедо 0,229.
Астероид је откривен 14. маја 1879. године.